# 裴植
裴 植（はい しょく、泰始2年（466年）- 延昌4年8月5日（515年8月29日））は、中国の南北朝時代の軍人・官僚。字は文遠。本貫は河東郡聞喜県。

## 経歴
裴叔宝（裴叔業の兄）と夏侯氏（夏侯道遷の姉）のあいだの子として生まれた。若くして学問を好み、経書や史書を広く読んだ。斉の東昏侯に仕え、軍功により長水校尉に上り、叔父の裴叔業に従って寿春に駐屯した。裴叔業は建康で反乱の噂が絶えず、永元2年（500年）に東昏侯が討伐を決めて崔慧景らの軍を出動させると、裴叔業は北魏に帰順するため、裴植を北に派遣した。まもなく裴叔業が死去すると、その部下の多くは司馬の李元護を監州として推したが、12日間協議して決定できなかった。席法友・柳玄達・楊令宝らは李元護では部下を掌握できないとして、裴植を監州に立てた。裴叔業の喪は秘密裏におこなわれ、寿春での命令や処分は全て裴植から出た。裴植は寿春の城門を開いて北魏の軍を導き入れ、城庫の管理を奚康生に委ねた。北魏の征虜将軍・兗州刺史に任じられ、崇義県開国侯に封じられた。
まもなく平東将軍に進み、入朝して大鴻臚卿となった。後に長男の裴昕が南方で反乱を起こしたため、裴植も御史の審理を受けたが、宣武帝の命により罰せられなかった。まもなく揚州大中正に任じられ、安東将軍・瀛州刺史として出向した。刺史を退任すると、再び大鴻臚卿に任じられた。度支尚書に転じ、金紫光禄大夫の位を加えられた。
裴植は嵩山で隠居したいと言って、ひとたび退官を望んだが、宣武帝に許されなかった。王粛に劣らないとの自負を抱き、朝廷での処遇が高くないことに不満を抱いた。尚書となると、すこぶる満足げで、政事を自分の任にしたいと、「わたしが尚書であるべきなのではなく、尚書がまたわたしを必要としているのである」と揚言した。人と議論すると、大勢の前で面と向かって貶すことがあった。征南将軍の田益宗を「華夷異類」と言って誹謗する上表をおこなった。裴植が他者を侮蔑するさまは、いずれもこのような類のものであった。侍中の于忠（于勁の兄の于烈の子）や黄門の元昭は裴植の態度を憎んでいたが、あえて糾弾の奏上をしなかった。
延昌4年（515年）、韋伯昕（伯父の裴令宝の娘の夫）が裴植に廃立の陰謀があると告発し、また領軍の于忠を失脚させようとしているとも告発された。一命を赦す詔が出されたが、于忠によりこの詔は曲げられ、同年8月に裴植は尚書左僕射の郭祚や都水使者の韋雋らとともに死刑に処された。享年は50。沙門の礼で嵩山の北側に葬られた。于忠が詔をいつわったことが知られて、裴植には朝野の同情論があった。正光年間に郭祚の名誉が回復されて追贈を受けると、裴植も封爵のみ追復された。裴植の故吏の勃海の刁沖が上疏して訴えると、裴植は征南将軍・尚書僕射・揚州刺史の位を追贈された。

## 子女
- 裴昕（長男）
- 裴惔（字は道則、襲爵）
- 裴氏（夏侯道遷の子の夏侯夬の妻）

## 伝記資料
- 『魏書』巻71 列伝第59
- 『北史』巻45 列伝第33